# ИГ Фарбен суђење
ИГ Фарбен суђење, званично САД против Карла Крауха и др. (The United States of America vs. Carl Krauch, et. al.) (27. август 1947 — 30. јул 1948) било је суђење двадесетчетворици директора индустријског конгломерата ИГ Фарбен који је својим деловањем у великој мери омогућио Немачкој вођење агресивног рата и технолошким иновацијама омогућио снабдевање и пошто је Немачка била одсечена од извора ресурса. Оптуженима је стављано на терет изазивање агресивног рата, пљачкање и експлоатација окупираних територија, коришћење робовског рада “у гигантским размерама”, као и чланство у СС-у.
Суђење је водио Војни трибунал VI - судије Кертис Шејк, Џејмс Морис и Пол Хеберт, Кларенс Мерел, као замена.
Тринаест оптужених је осуђено на затворске казне различитих дужина, 10 оптужених је ослобођено а једном оптуженом није суђено из медицинских разлога.